# Wen Shuhui
Wen Shuhui (Chinês: 温书辉; pinyin: Wēnshūhuī; Xinjiang, 27 de julho de 1994) é uma voleibolista de praia chinesa.

## Carreira
Em 2014 competia com Ma Zhenni e obtiveram o sétimo lugar no Abeto da Baía de Ha Long pelo Circuito Asiático de Vôlei de Praia, ainda alcançaram no Circuito Chinês de Vôlei de Praia os títulos das etapas de Wendeng e Suzhou, o terceiro lugar na etapa de Dunhuang, além da quinta posição na etapa de Xiamen.Em 2016 passou a competir com Ahedan Mushajiang e terminaram na décima sétima colocação na etapa de Wuzhong pelo circuito nacional, e nesta competição esteve também ao lado de Wang Jingzhe conquistando o terceiro posto na etapa de Ürümqi e o quinto lugar em Dunhuang, depois com Xia Xinyi terminou na terceira posição na etapa de Wendeng.
No Circuito Chinês de 2017 continuou a parceria com Xia Xinyi, terminando na quinta colocação nas etapas de Dunhuang, Qujing e Qidong, também em terceiro na etapa de Yunyang, os títulos em Pingtan e Wuzhong. Juntas foram vice-campeãs no Aberto de Nanjing e campeãs do Aberto de Nantong pelo Circuito Mundial de Vôlei de Praia de 2018, inciado em 2017, categoria duas estrelas.
Retomou a parceria com Wang Jingzhe e no Circuito Mundial de 2019, este iniciado em 2018, foram campeãs dos torneios duas estrelas nas duas etapas realizadas em Zhongwei, Qidong, Nanjing e Nantong, ainda terminaram na trigésima terceira posição no torneio quatro estrelas em Yangzhou.

## Títulos e resultados
- II Torneio 2* de Zhongwei do Circuito Mundial de Vôlei de Praia:2019
- I Torneio 2* de Zhongwei do Circuito Mundial de Vôlei de Praia:2019
- Torneio 2* de Nanjing do Circuito Mundial de Vôlei de Praia:2019
- Torneio 2* de Nantong  do Circuito Mundial de Vôlei de Praia:2019
- Torneio 2* de Qidong  do Circuito Mundial de Vôlei de Praia:2019
- Torneio 2* de Nantong  do Circuito Mundial de Vôlei de Praia:2018
- Torneio 2* de Nanjing do Circuito Mundial de Vôlei de Praia:2018